# Karel Bláha (atlet)
Karel Bláha (* 1. června 1975) je bývalý český atlet, běžec, jehož hlavní disciplínou byl běh na 400 metrů.
V roce 2000 vybojoval v belgickém Gentu společně s Jiřím Mužíkem, Janem Poděbradským a Štěpánem Tesaříkem zlaté medaile na halovém ME ve štafetovém běhu na 4 × 400 metrů. Jeho největším individuálním úspěchem je 7. místo v běhu na 400 metrů, kterého dosáhl na evropském šampionátu v Mnichově v roce 2002. Později se začal věnovat také běhu na 800 metrů.
Osmkrát reprezentoval v mezistátních utkáních (1998 – 2004), z toho šestkrát v evropském poháru.